# 1541 a tudományban
Az 1541. év a tudományban és a technikában.

## Események
- Mercator elkészíti az első földgömböt
- Pedro de Valvidius spanyol konkvisztádor partra száll Chilében és megalapítja Santiagót
- Francisco de Orellana végighajózza az Amazonast

## Születések
- Guðbrandur Þorláksson matematikus (1627).
- Johann Bauhin növényekkel foglalkozott.

## Halálozások
- szeptember 24. – Paracelsus svájci alkimista, orvos (* 1493)
- Francisco Pizarro, spanyol felfedező és konkvisztádor